# 御茶之水

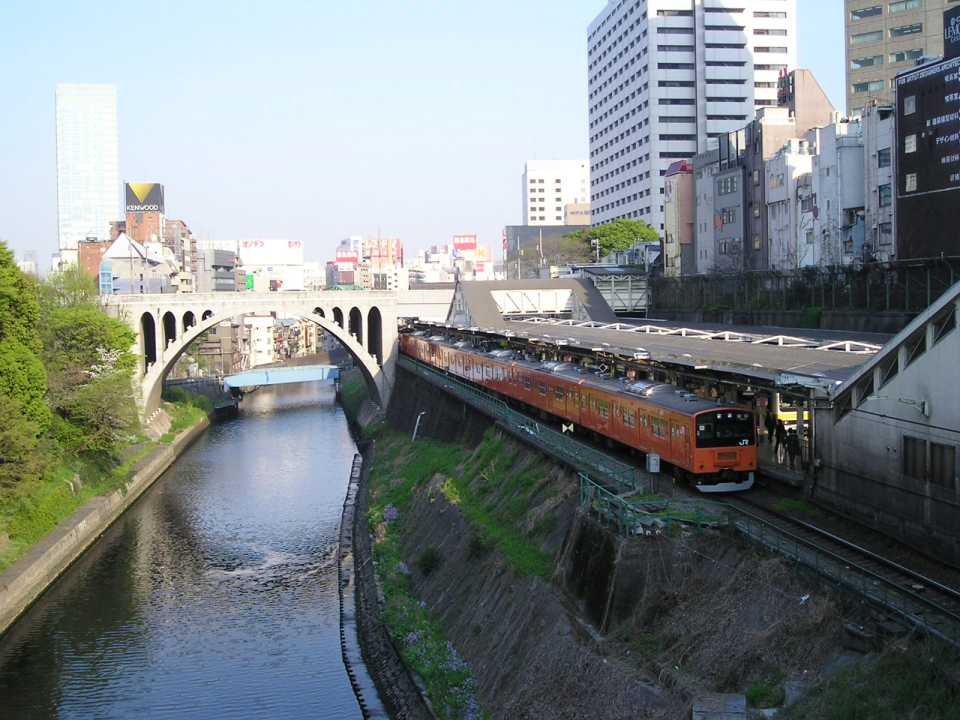
神田川與聖橋、右邊為御茶之水站

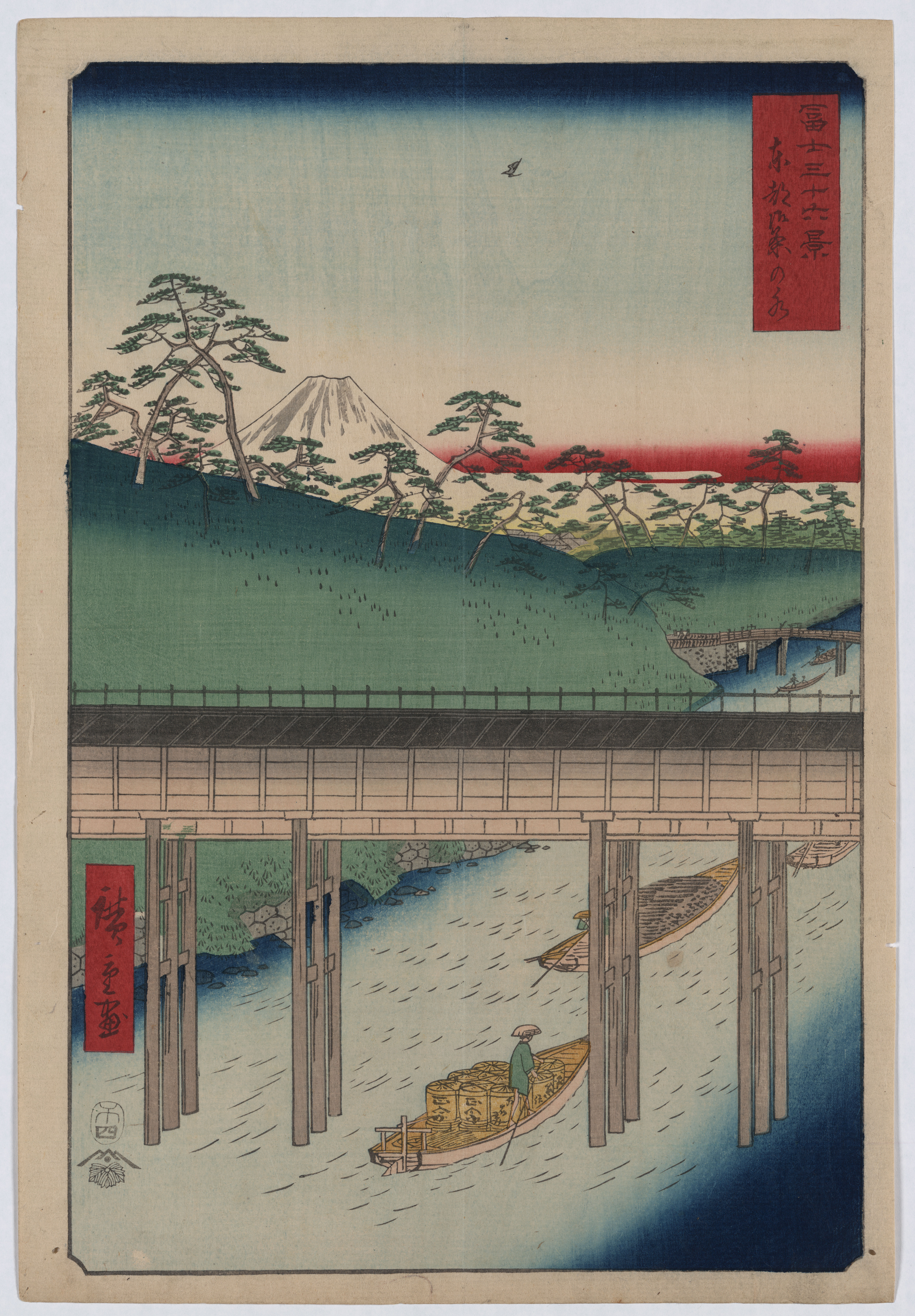
「東都御茶之水」（歌川廣重作）

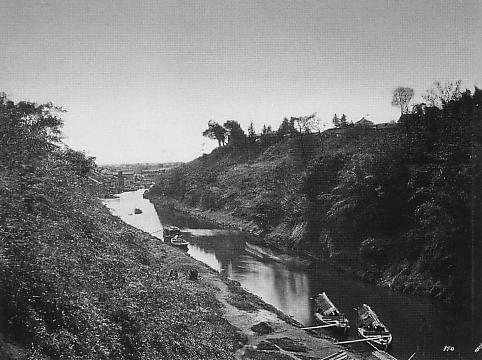
明治時代的御茶之水

御茶之水（日语：／ Ochanomizu */?）是日本東京都區部的一個地區，主要位於東京都文京區湯島至千代田區神田一帶，以千代田區神田駿河台為中心。東西走向的神田川流經這個地區，東日本旅客鐵道御茶之水站位於河岸。

## 概要
御茶之水位於台地上，東西走向的神田川流經此地、設有東日本旅客鐵道（JR東日本）御茶之水站。
現在主要地域名使用「お茶の水」、「御茶の水」表示（道路標識等），站名相關以「御茶ノ水」表示（類似案例有「丸の内」與「丸ノ内」）。
江戶時代時為大名屋敷地。現在地區内或周邊有明治大學、東京科學大學、順天堂大學等大學與專門學校、預備校等，形成日本國内最大的學生街。江戶總鎮守神田明神、湯島聖堂、復活大教堂等宗教設施、知名醫院也坐落本地。此外，御茶之水周遭地區還有國内最大書店街（神田神保町）、樂器店街、體育用品店街、吸引許多饕客的老店與名店等多個知名景點，形成類型廣泛的文化區。
古時，北側的本郷台（湯島台）與南側的駿河台連成一氣，稱「神田山」，江戶幕府二代將軍德川秀忠時代挖掘預防水患兼江戶城外堀的神田川洩洪道，形成現在的谷風地形。同時，北側高林寺的泉水用來作為將軍家煮茶所用的水，是地名「御茶之水」的由來。
此外，本地也有「茗溪（めいけい）」的美稱，意為「御茶之谷」。不僅作為周邊商家店名，1872年（明治5年）湯島昌平黌的日本首間官立師範學校，也就是後來曾為東京教育大學的筑波大學，其校友會就稱「茗溪會」。上述師範學校之附屬學校（現在筑波大學附屬中學校、高等學校）校歌也命名為「茗溪」。

## 著名設施

### 千代田區內

#### 景點
- 御茶之水站

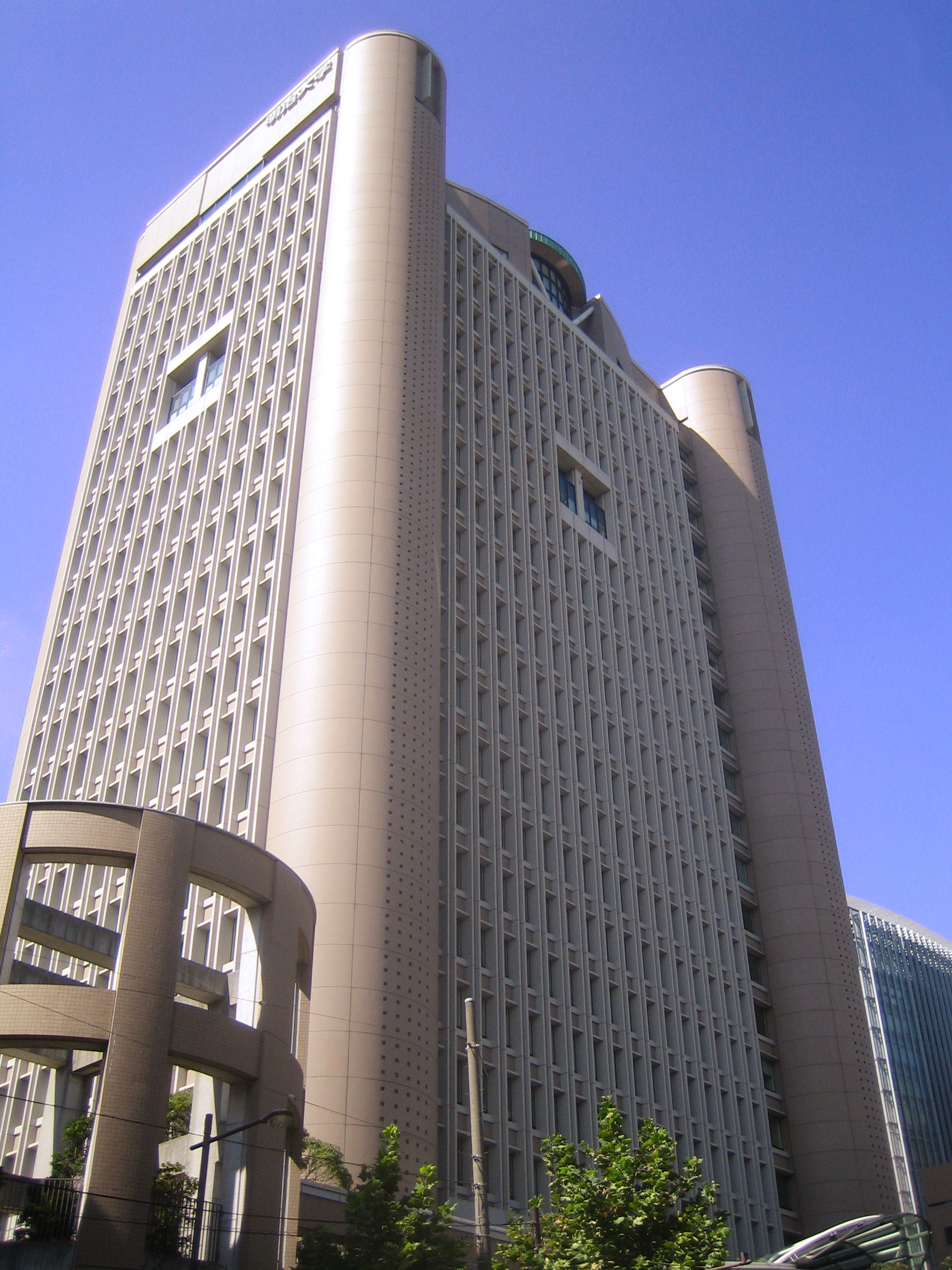
明治大学
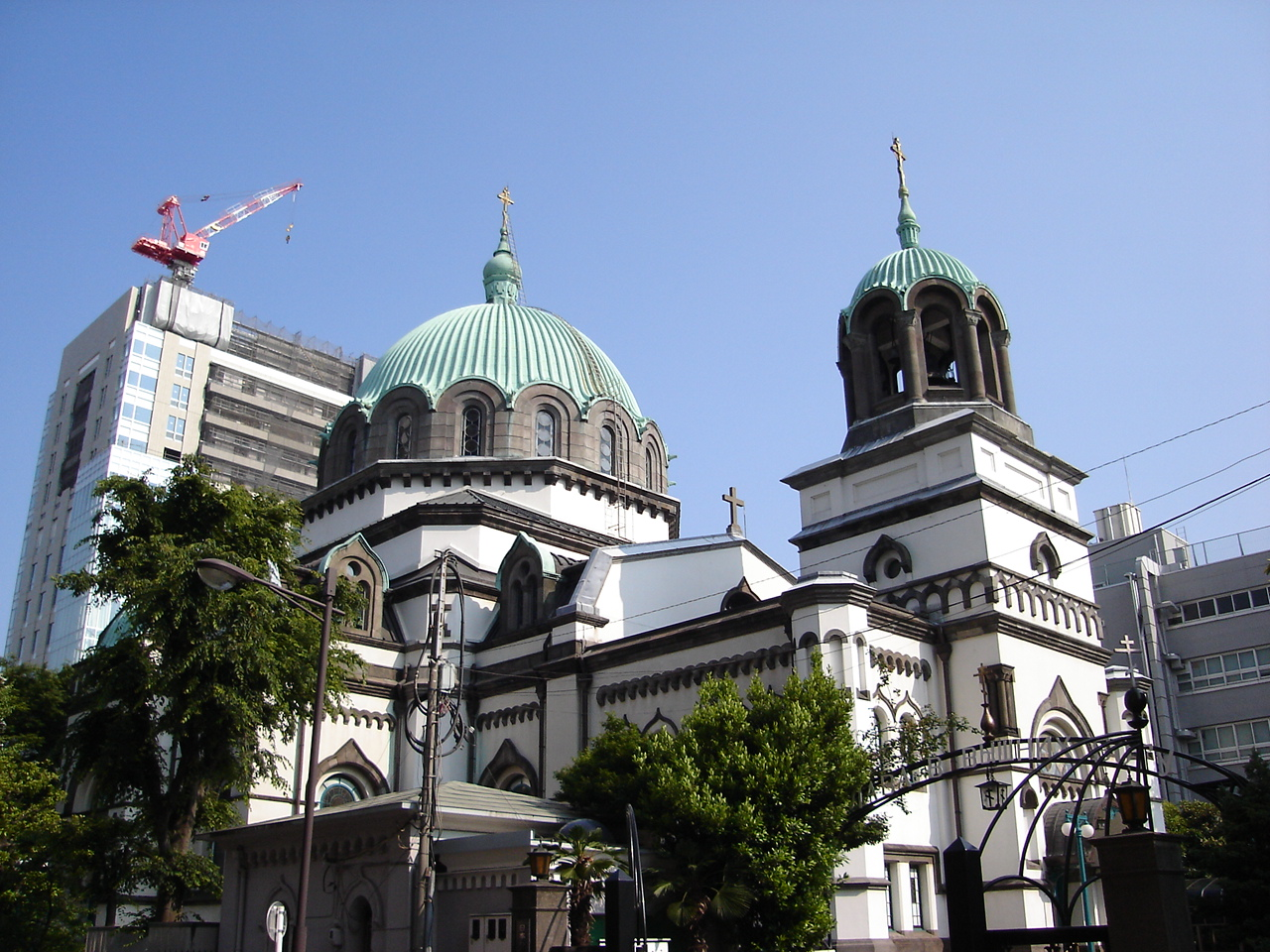
復活大教堂
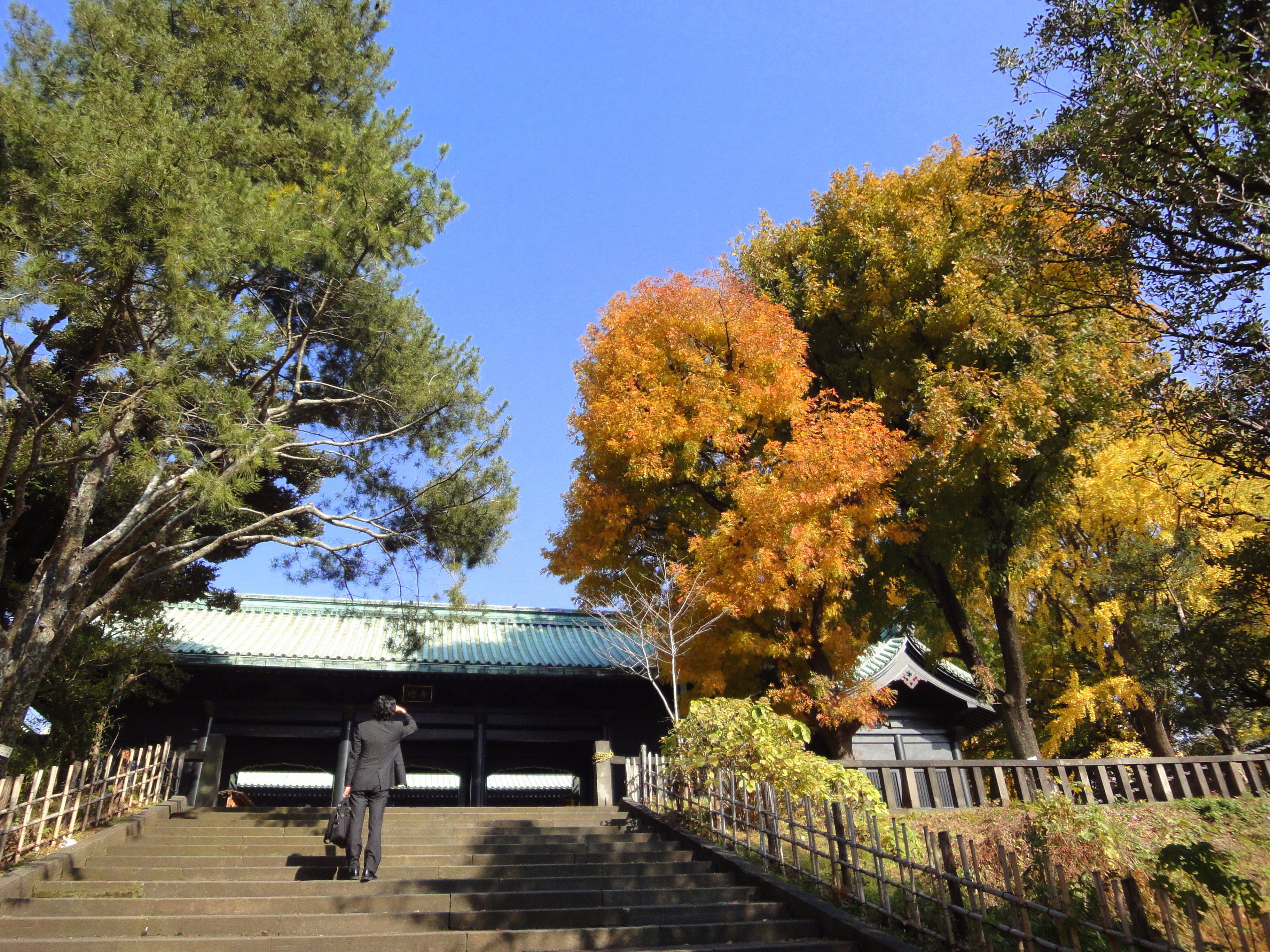
湯島聖堂
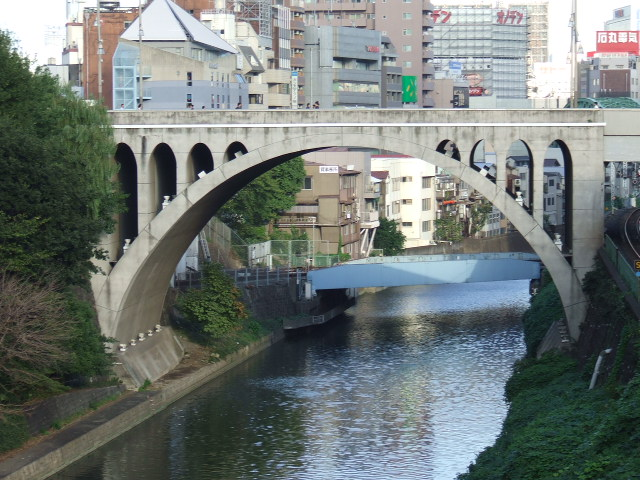
聖橋
- 昌平橋（日语：昌平橋）
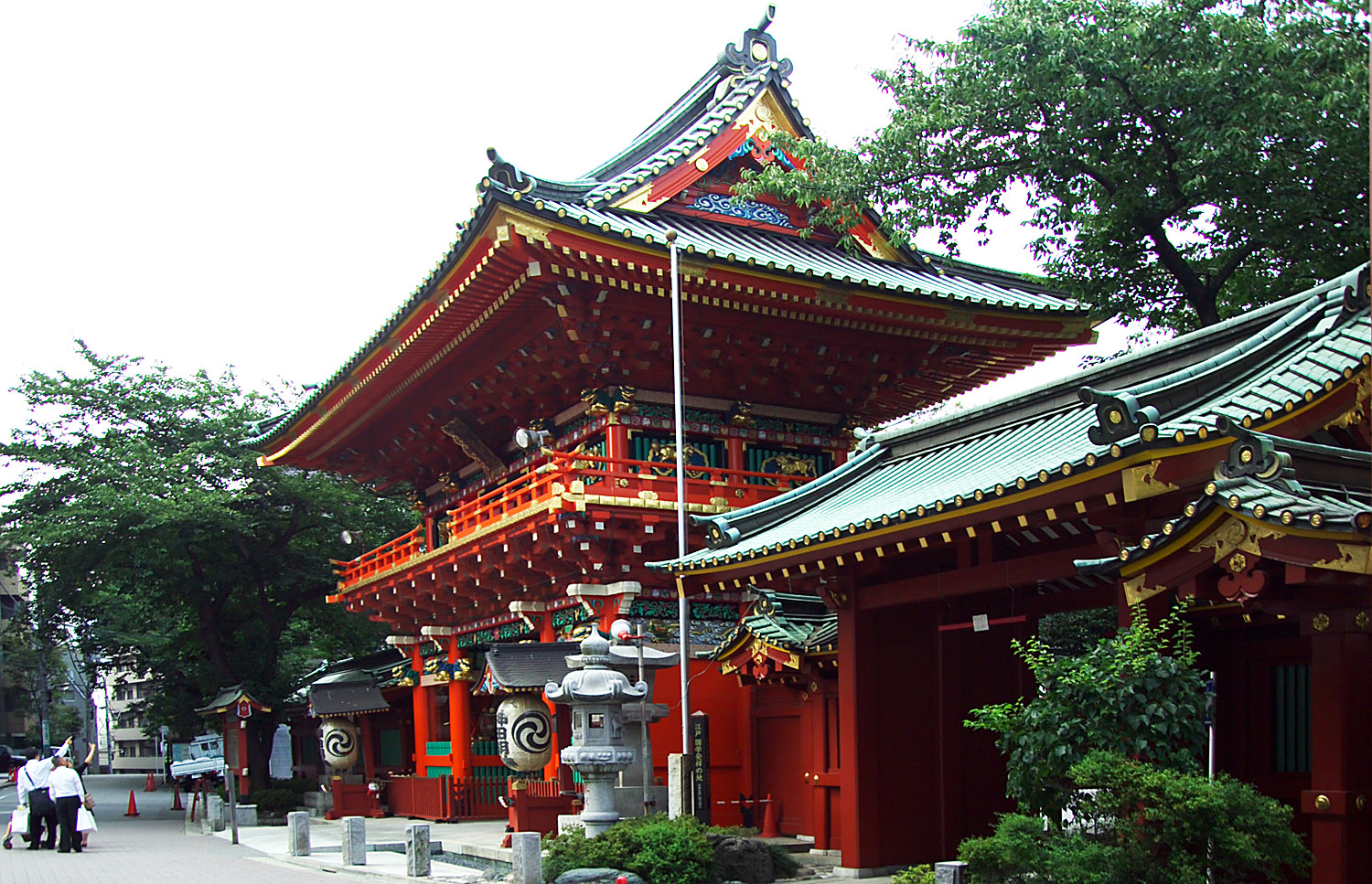
神保町古書街
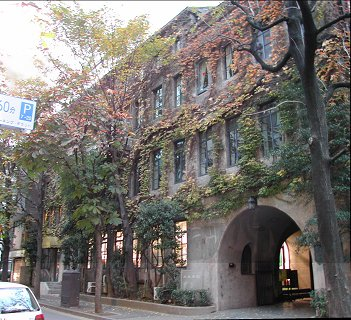
文化学院（舊校舍）
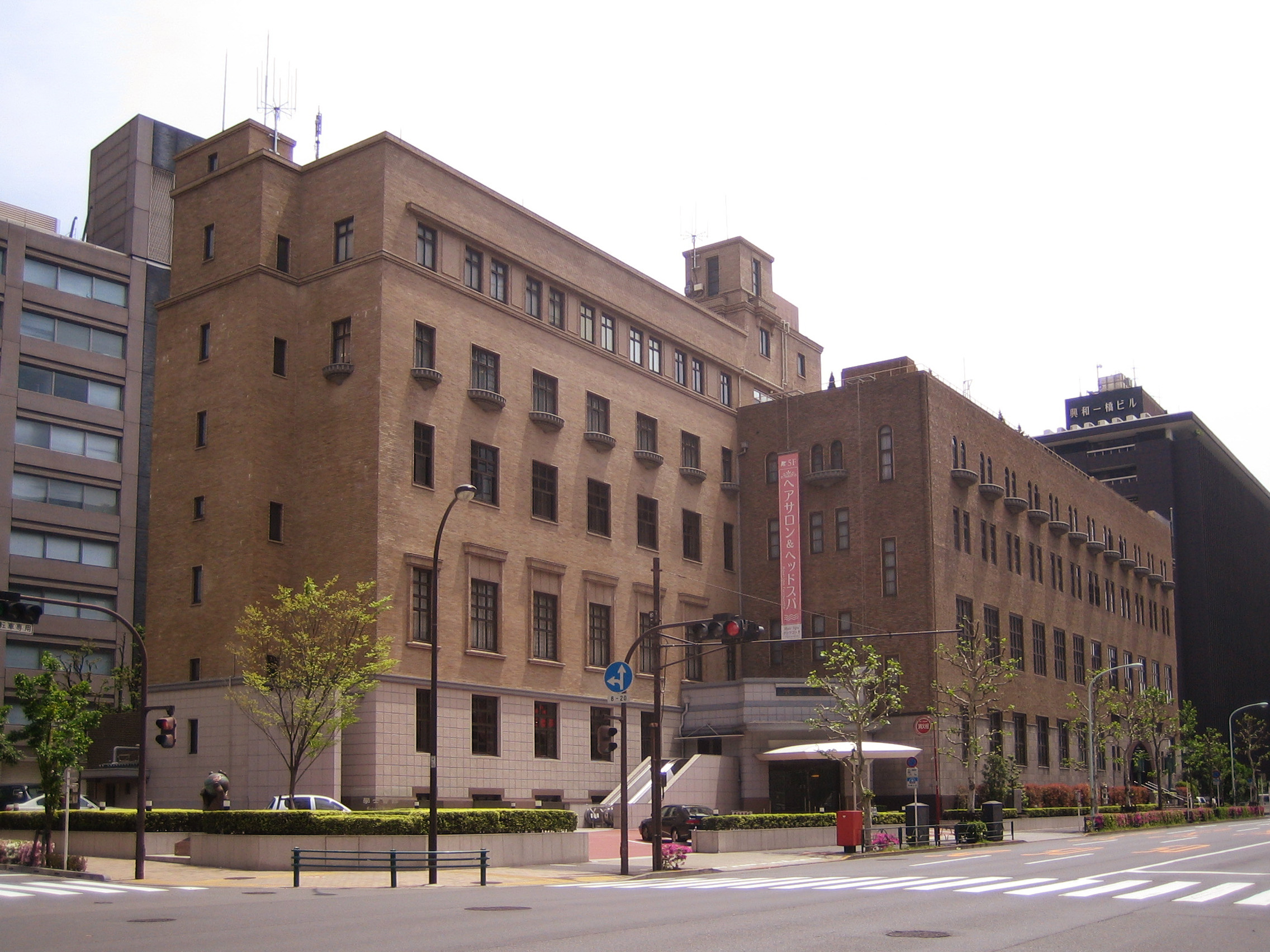
学士会館
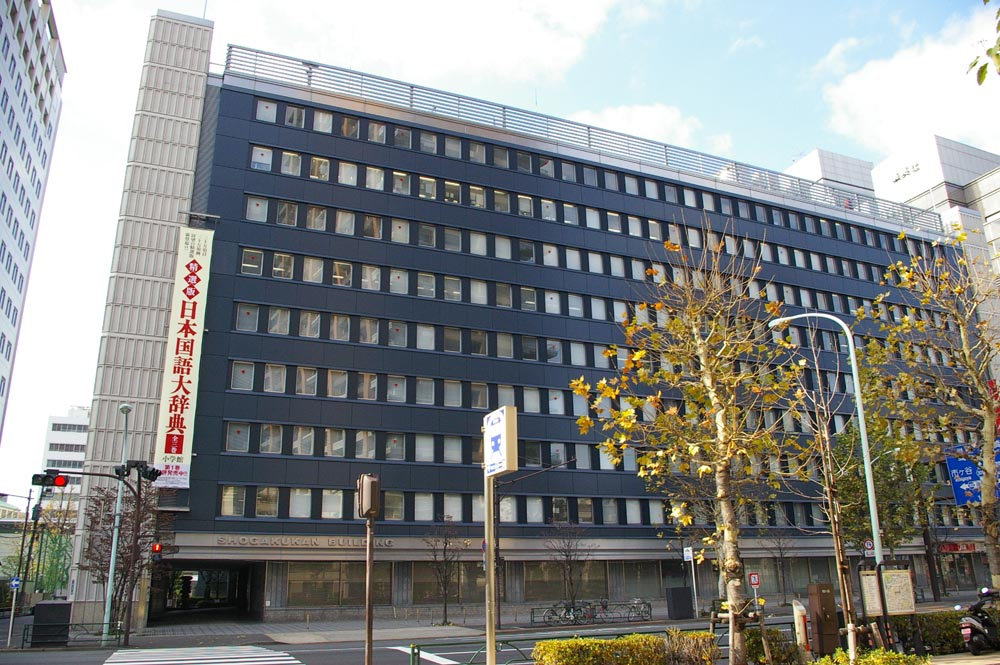
小学館
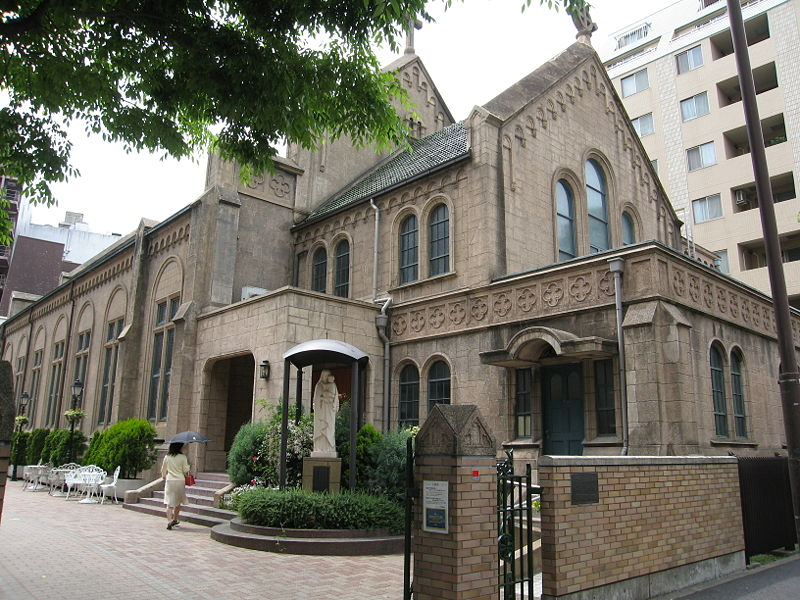
神田教會

#### 教育機構
- 明治大学本部
- 日本大学牙科部、理工学部、附屬醫院
- 中央大学記念館
- 東京科學大學湯島校區（原東京醫科牙科大學）
- 駿河台大学法科大学院
- 文化学院
- Athénée Français（日语：アテネ・フランセ）
- 池坊御茶之水学院（日语：池坊お茶の水学院）
- 東京設計学院（日语：専門学校東京デザイナー学院）
- 駿台予備学校（日语：駿台予備学校）
- 四谷大塚（日语：四谷大塚）
- 御茶之水美術学院（日语：御茶の水美術学院）
- 數位好萊塢（日语：デジタルハリウッド）本社、東京本校

- 明治大学
- 復活大教堂
- 湯島聖堂
- 聖橋
- 神田明神
- 文化学院（舊校舍）
- 学士会館（日语：学士会）
- 小学館
- 神田教會

#### 醫療
- 東京都医師会館
- 東京科學大學醫院
- 東京醫科齒科大學齒學部附属醫院（日语：東京医科歯科大学歯学部附属病院）
- 日本眼科学会
- 佐佐木研究所附属杏雲堂病院（日语：佐々木研究所）
- 井上眼科病院（日本最古老的眼科専門病院）
- 浜田病院
- 三樂醫院（日语：三楽病院）

#### 宗教場所
- 神田明神
- 太田姬稻荷神社（日语：太田姫稲荷神社）
- 尼古拉堂－日本正教會本部
- 神田教會
- 御茶之水基督徒中心（日语：お茶の水クリスチャン・センター）
- 御茶之水基督教会

#### 公共設施
- 錦華公園
- 御茶之水圖書館－女性雜誌專門圖書館
- 日本雜誌会館
- 化學会館
- 東京YWCA会館
- 在日本救世軍財団
- 学士会館（日语：学士会）
- 日本大学卡萨尔斯音乐厅（日语：日本大学カザルスホール）

#### 企業
- 主婦之友社（日语：主婦の友社）
- 三井住友海上火災保険（日语：三井住友海上火災保険）本社
- 山之上飯店
- 旅館龍名館本店（日语：旅館龍名館本店）
- 日本出版販賣（日语：日本出版販売）本社
- 新御茶之水大廈（日语：新御茶ノ水ビルディング）
- 御茶之水Sora City（御茶ノ水ソラシティ）
- 駿台莊
- 岩波書店
- 小學館
- 集英社
- 三省堂書店
- 書泉（日语：書泉）
- 東京堂書店（日语：東京堂書店）
- Internet Initiative Japan（日语：インターネットイニシアティブ）

### 文京區內

#### 景點
- 湯島聖堂（湯島）
- Century Tower（日语：センチュリータワー）

#### 教育機構
- 東京科學大學（原東京醫科牙科大學）附屬醫院
- 順天堂大学本鄉校區、順天堂醫院

#### 公共設施
- 東京都水道歷史館（日语：東京都水道歴史館）
- 日本足球協會（JFA）
- 日本足球博物館
- Tokyo Wonder Site（日语：トーキョーワンダーサイト）

### 御茶之水、駿河台附近的知名人士

#### 過去在此定居的知名人士
- 西園寺公望－公家､政治家（第12、14代內閣總理大臣）
- 小松宮彰仁親王－皇族
- 大久保忠教－旗本、“天下的御意見番”
- 加藤高明－男爵、首相
- 澀澤榮一－子爵、實業家
- 後藤象二郎－政治家、伯爵
- 岩崎彌太郎－三菱財閥創業者

#### 曾居住於此的、關係深厚的知名人士
- 夏目漱石－作家
- 宮澤賢治－詩人、童話作家
- 正岡子規－俳人、歌人
- 吉田茂－内閣總理大臣

## 圖片
- 外堀通（中央為東京巨蛋飯店）
- 聖橋遠眺秋葉原方向
- 歌川國芳之畫
- Jazz Livehouse NARU
- WINDS 御茶之水
- Trattoria LEMON
- 樂器店街
- 須田町老舗街
- 老舖Cafe通
- 博報堂舊本社大樓
- ロシアンデザインビル
- 三井住友海上火災保険（日语：三井住友海上火災保険）本社
- 救世軍
- 東京YWCA會館
- 集英社
- 日本出版販賣（日语：日本出版販売）本社
- 中央大學駿河台紀念館
- 神田古書店街（鈴蘭通）